# Rhizogeniates crenaticollis
Rhizogeniates crenaticollis är en skalbaggsart som beskrevs av Ohaus 1917. Rhizogeniates crenaticollis ingår i släktet Rhizogeniates och familjen Rutelidae. Inga underarter finns listade i Catalogue of Life.